# Bromodominio
Un bromodominio es un dominio proteico que reconoce residuos de lisina acetilados, como por ejemplo, los residuos de lisina del extremo N-terminal de las histonas. Este reconocimiento suele ser un requisito indispensable y previo para que pueda producirse la asociación proteína-histona y así el reordenamiento de la cromatina. El bromodominio adopta por sí mismo un plegamiento de todo α, que consiste en un conjunto de cuatro hélices alfa. Normalmente, las modificaciones de histonas no son específicas, pero en ciertos casos como en los que intervienen bromodominios, sí que existe especificidad, ya que interaccionan específicamente con residuos acetilados.

## Descubrimiento
El bromodominio se identificó por primera vez como un motivo estructural por el investigador John W. Tamkun y colaboradores al estudiar el gen Brahma/brm en Drosophila, mostrando homología de secuencia con otros genes relacionados con actividad transcripcional. El nombre de "bromodominio" procede de la relación entre el dominio proteico y el gen Brahma, sin relación alguna con el elemento bromo.

## Proteínas con bromodominio
Las proteínas con bromodominio presentan una amplia variedad de funciones, desde actividad histona acetiltransferasa y remodelación de la cromatina hasta coactivación y mediación de la transcripción. De las 43 proteínas conocidas en 2015, 11 tienen dos bromodominios y 1 tiene 6 bromodominios. Se han descrito diferentes métodos para preparación, análisis bioquímico y determinación estructural de proteínas con bromodominio.

### Proteínas BET (dominio Bromo- y Extra-Terminal)
Un ejemplo bien conocido de proteínas con bromodominio son las de la familia BET. Esta incluye proteínas como BRD2, BRD3, BRD4 y BRDT.

### Otras
Otras proteínas también contienen bromodominio, como ASHL1. Se ha asociado la disfunción de proteínas BRD a enfermedades humanas como el carcinoma de células escamosas y otros tipos de cáncer. Las histona acetiltransferasas, tales como EP300 y PCAF, tienen bromodominios además del dominio acetiltransferasa.
Otras proteínas con bromodominio fuera de la familia BET son BRD7 y BRD9.

## Rol en enfermedades humanas
El desarrollo de moléculas pequeñas inhibidoras de bromodominio ha permitido dilucidar su rol en relación con alteraciones del acetiloma en enfermedades. Esto los ha situado como agentes importantes en la biología del cáncer, así como en inflamación, remielinización en esclerosis múltiple.
Los miembros en la familia de proteínas BET están implicadas como dianas en cáncer y esclerosis múltiple. Se han comprobado efectos terapéuticos en los inhibidores de proteínas BET en diferentes modelos preclínicos y están pasando por ensayos clínicos en EE. UU. Su aplicación para esclerosis múltiple se encuentra en estadio preclínico.
También se han desarrollado inhibidores de proteínas con bromodominio fuera de la familia BET, tales como BRD7 y BRD9.